# 福大通り
福大通り（、ローマ字表記: Fukudai Dōri）は、福岡県福岡市城南区の片江1丁目交差点から干隈三差路交差点までの市道清水干隈線2.6kmに付けられた福岡市道路愛称。

## 概要
1981年（昭和56年）に全線開通した。片側1車線で城南区南部の住宅街を東西に結ぶ道路である。愛称ともなった福岡大学のキャンパス北側を通り、油山観光道路、城南学園通り、早良街道などの南北を走る幹線道路と接続する。東には大池通り、その先にはきよみ通りに連絡し、福岡空港国際線ターミナルから福岡市西南部にかけ伸びる一連の道路の最西端部を構成する。
沿線にはスーパーマーケットや飲食店などのロードサイド店舗が立ち並ぶ。

## 周辺
- 福岡市立片江小学校
- 福岡市消防局城南消防署
- 福岡市城南市民センター・福岡市城南図書館
- 福岡大学
- 七隈駅
- 福岡市立七隈小学校

## 通過する自治体
- 福岡市城南区

## 主な接続路線
※（　）内は接続する交差点等
- 大池通り・福岡県道557号東油山唐人線（片江1丁目交差点）
- 城南学園通り（七隈四ッ角交差点）
- 早良街道（干隈三差路交差点）

## 愛称の由来
沿線に福岡大学があることから（1989年の福岡市制施行100周年を記念した道路愛称事業により制定）。